# Erik Jørgensen

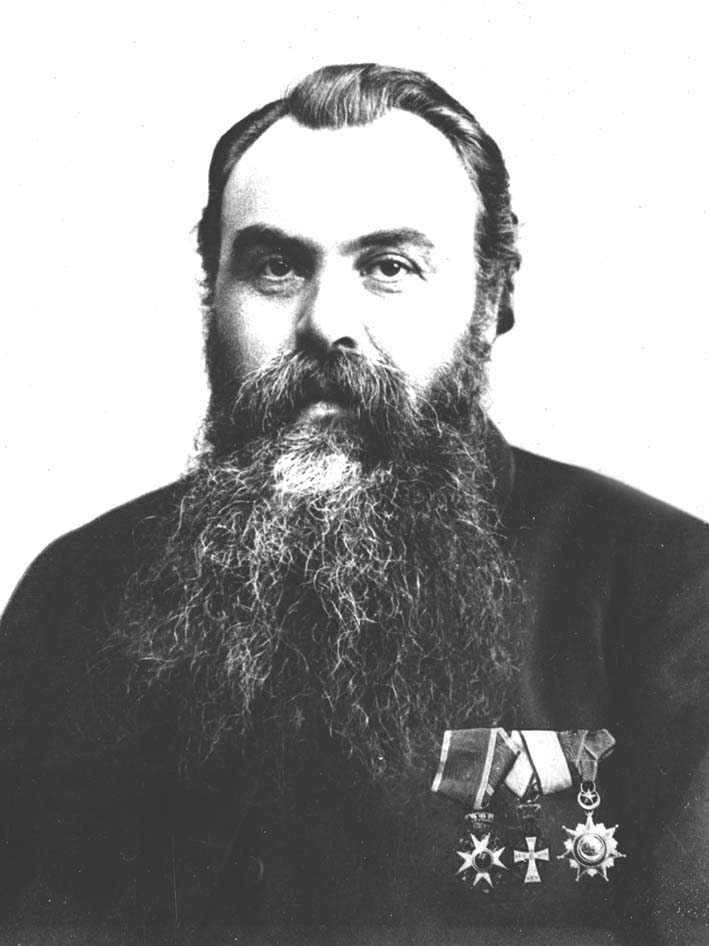
Erik Jørgensen

Erik Jørgensen, född 17 maj 1848 i Asker, död 15 september 1896 i Kongsberg, var en norsk ingenjör.
Jørgensen konstruerade, tillsammans med Ole Herman Krag, Krag–Jørgensen-geväret, som antogs för Norges, Danmarks och USA:s arméer.

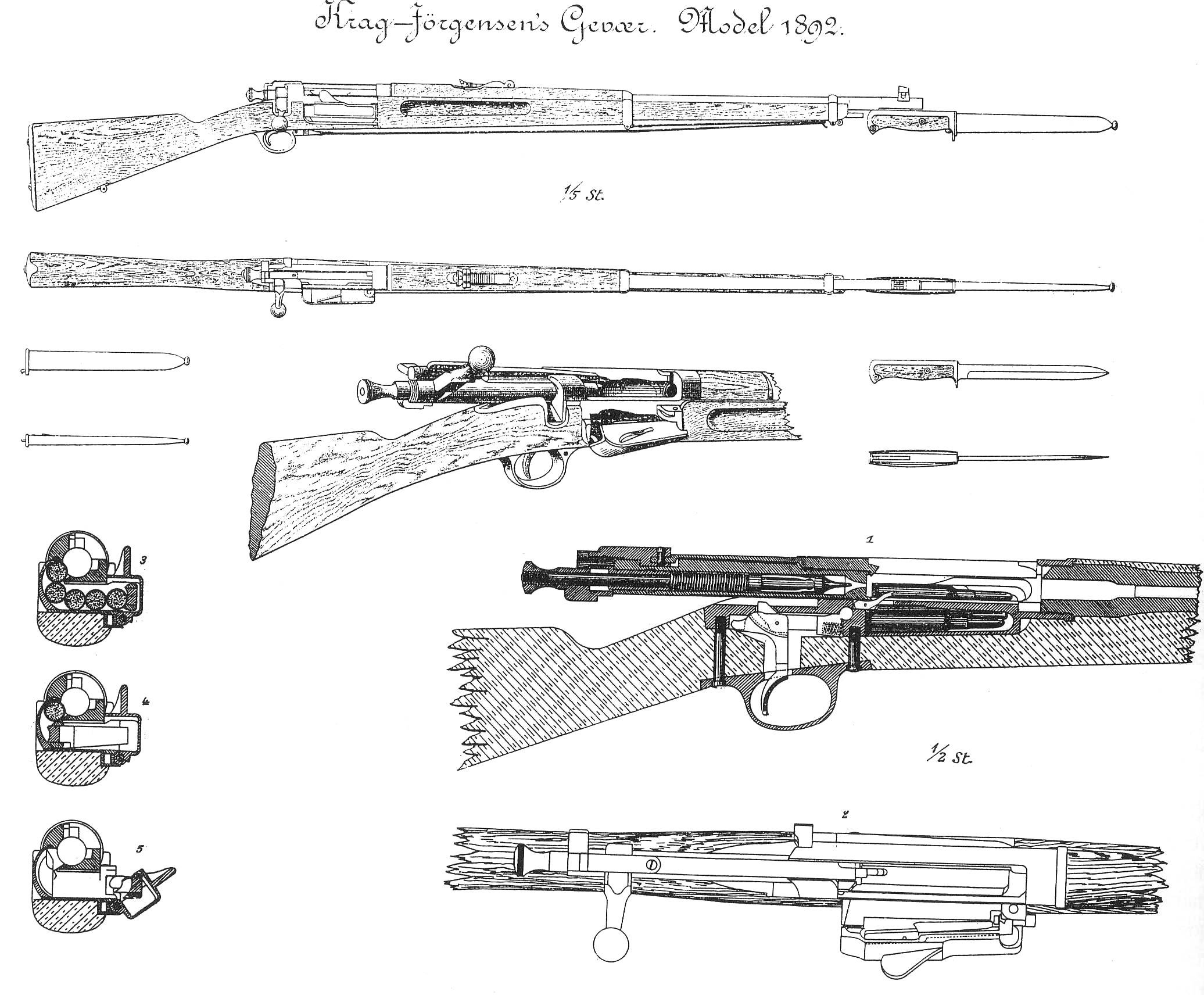
Krag–Jørgensens gevär M/1892.